# العلاقات الكورية الجنوبية الماليزية
العلاقات الكورية الجنوبية الماليزية هي العلاقات الثنائية التي تجمع بين كوريا الجنوبية وماليزيا.

## مقارنة بين البلدين
هذه مقارنة عامة ومرجعية للدولتين:
| وجه المقارنة                                              | كوريا الجنوبية                                                          | ماليزيا       |
| --------------------------------------------------------- | ----------------------------------------------------------------------- | ------------- |
| المساحة (كم2)                                             | 100.30 ألف                                                              | 330.29 ألف    |
| عدد السكان (نسمة)                                         | 51.47 مليون                                                             | 31.62 مليون   |
| الكثافة السكانية (ن./كم²)                                 | 513.16                                                                  | 95.73         |
| العاصمة                                                   | سول                                                                     | كوالالمبور    |
| اللغة الرسمية                                             | اللغة الكورية                                                           | لغة ماليزية   |
| العملة                                                    | وون كوري جنوبي                                                          | رينغيت ماليزي |
| الناتج المحلي الإجمالي (بليون دولار)                      | 1.53 تريليون                                                            | 314.50 مليار  |
| الناتج المحلي الإجمالي (تعادل القوة الشرائية) بليون دولار | 1.75 تريليون                                                            | 817.43 مليار  |
| الناتج المحلي الإجمالي الاسمي للفرد دولار أمريكي          | 27.22 ألف                                                               | 9.77 ألف      |
| الناتج المحلي الإجمالي للفرد دولار أمريكي                 |                                                                         | 25.64 ألف     |
| مؤشر التنمية البشرية                                      | 0.901                                                                   | 0.779         |
| رمز المكالمات الدولي                                      | +82                                                                     | +60           |
| رمز الإنترنت                                              | .kr                                                                     | .my           |
| المنطقة الزمنية                                           | توقيت كوريا الجنوبية، ت ع م+09:00، آسيا/سيول ‏، ت ع م+08:00، ت ع م+08:30 | ت ع م+08:00   |

## مدن متوأمة
في ما يلي قائمة باتفاقيات التوأمة بين مدن كورية جنوبية وماليزية:
- ترتبط يونغين مع كوتا كينابالو باتفاقية توأمة.
- ترتبط يوسو مع كوتا كينابالو باتفاقية توأمة.

## منظمات دولية مشتركة
يشترك البلدان في عضوية مجموعة من المنظمات الدولية، منها:
| علم المنظمة | اسم المنظمة                                      | تاريخ انضمام كوريا الجنوبية | تاريخ انضمام ماليزيا |
| ----------- | ------------------------------------------------ | --------------------------- | -------------------- |
|             | مؤسسة التمويل الدولية                            | 16 مارس 1964                | 20 مارس 1958         |
|             | يونسكو                                           | 14 يونيو 1950               | 16 يونيو 1958        |
|             | مؤسسة التنمية الدولية                            | 18 مايو 1961                | 24 سبتمبر 1960       |
|             | المركز الدولي لتسوية المنازعات الاستشارية        | 23 مارس 1967                | 14 أكتوبر 1966       |
|             | وكالة ضمان الاستثمار متعدد الأطراف               | 12 أبريل 1988               | 6 ديسمبر 1991        |
|             | منتدى التعاون الاقتصادي لدول آسيا والمحيط الهادئ | 6 نوفمبر 1989               | 6 نوفمبر 1989        |
|             | منظمة حظر الأسلحة الكيميائية                     | ?                           | ?                    |
|             | الأمم المتحدة                                    | 17 سبتمبر 1991              | 17 سبتمبر 1957       |
|             | منظمة الشرطة الجنائية الدولية                    | ?                           | ?                    |
|             | منتدى آسيان الإقليمي ‏                            | ?                           | ?                    |
|             | البنك الدولي للإنشاء والتعمير                    | 26 أغسطس 1955               | 7 مارس 1958          |
|             | الفريق المعني برصد الأرض                         | ?                           | ?                    |
|             | الاتحاد البريدي العالمي                          | ?                           | ?                    |
|             | منظمة التجارة العالمية                           | ?                           | ?                    |
|             | المنظمة الهيدروغرافية الدولية                    | ?                           | ?                    |
|             | بنك التنمية الآسيوي                              | 1966                        | 1966                 |

## وصلات خارجية
- موقع وزارة الخارجية الكورية الجنوبية
- موقع وزارة الخارجية الماليزية